# متين كليفز
متين كليفز (بالإنجليزية: Mateen Cleaves)‏ مواليد 7 سبتمبر 1977 في فلينت، هو لاعب كرة سلة أمريكي معتزل بدأ مسيرته الاحترافية في سنة 2000. تم اختياره من قبل فريق ديترويت بيستونز خلال الدرافت. يبلغ طوله 6 قدم 2 بوصة (1.9 م). حقق المركز الثالث في بطولة كأس العالم لكرة السلة 1998. اعتزل اللعب في 2009.

## المسيرة الاحترافية
لعب مع ديترويت بيستونز في موسم 2000–2001، ثم لعب مع سكرامنتو كينغز من سنة 2001 إلى 2003، ثم لعب مع كليفلاند كافالييرز في سنة 2004، ثم لعب مع سياتل سوبرسونيكس من سنة 2004 إلى 2006، ثم لعب مع نادي بانيونيس لكرة السلة في موسم 2007–2008.

## الميداليات
| الميدالية | المسابقة                         |
| --------- | -------------------------------- |
| برونزية   | بطولة كأس العالم لكرة السلة 1998 |

## روابط خارجية
- متين كليفز على موقع إن بي أي (الإنجليزية)
- متين كليفز على موقع سبورتس رفرنس (الإنجليزية)
- متين كليفز على موقع كرة السلة الأوروبية.كوم (الإنجليزية)
- متين كليفز على موقع كلية كرة السلة في سبورتس رفرنس.كوم (الإنجليزية)
- متين كليفز على موقع ريلجم (الإنجليزية)
- متين كليفز على موقع بروبوليرز (الإنجليزية)
- متين كليفز على موقع سبورتس رفرنس (الإنجليزية)
- متين كليفز على موقع سبورتس رفرنس (الإنجليزية)